# آکادمی هنرهای برلین

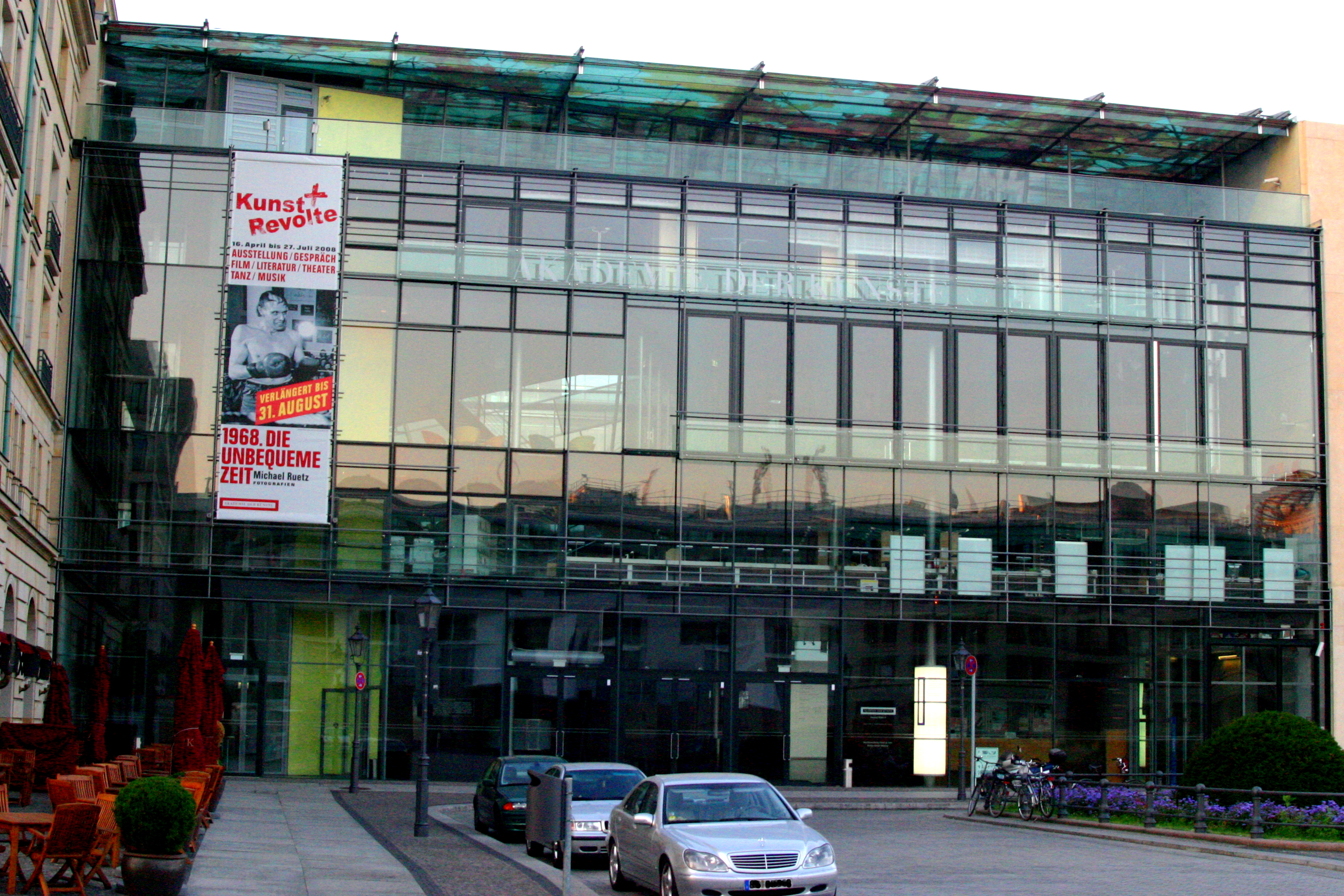
آکادمی هنرها، پاریسر پلاتس ۴ در برلین، افتتاح ۲۰۰۵، معمار گونتر بنیش

آکادمی هنرهای برلین (آلمانی: Akademie der Künste) یک مرکز هنری ایالتی در برلین، آلمان است.
این آکادمی در سال ۱۶۹۶ توسط فریدریش یکم به عنوان آکادمی هنر پروس تأسیس شد، آکادمی فعلی پس از اتحاد مجدد آلمان غربی و شرقی در ۱ اکتبر ۱۹۹۳ دوباره تأسیس شد.

## نگارخانه

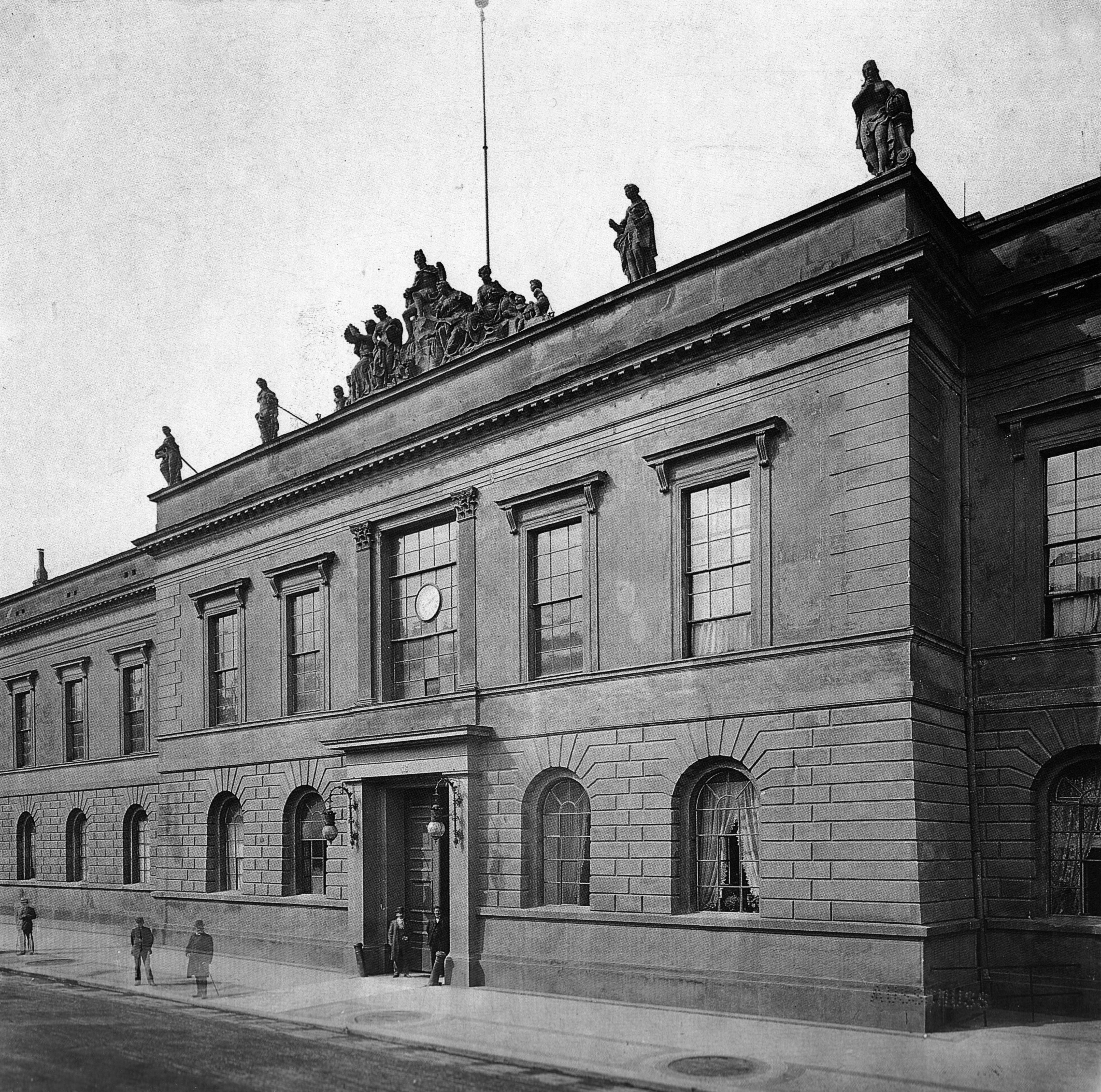
۱۹۰۸
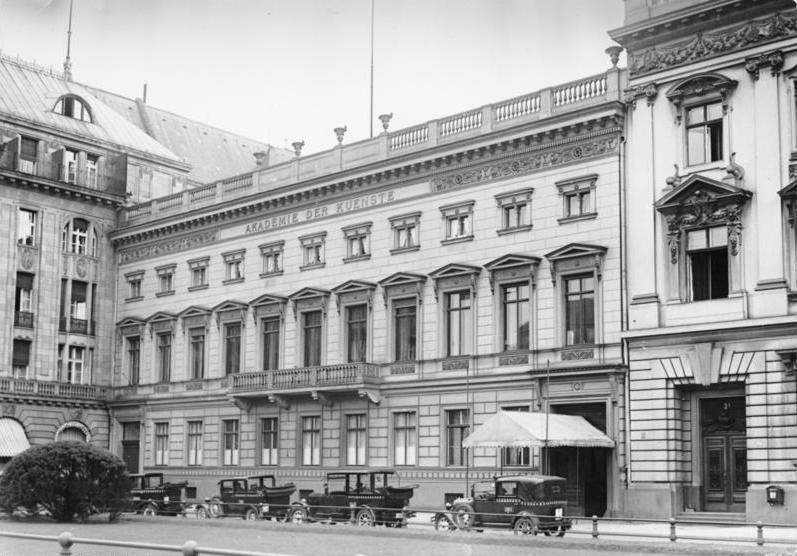
۱۹۳۳
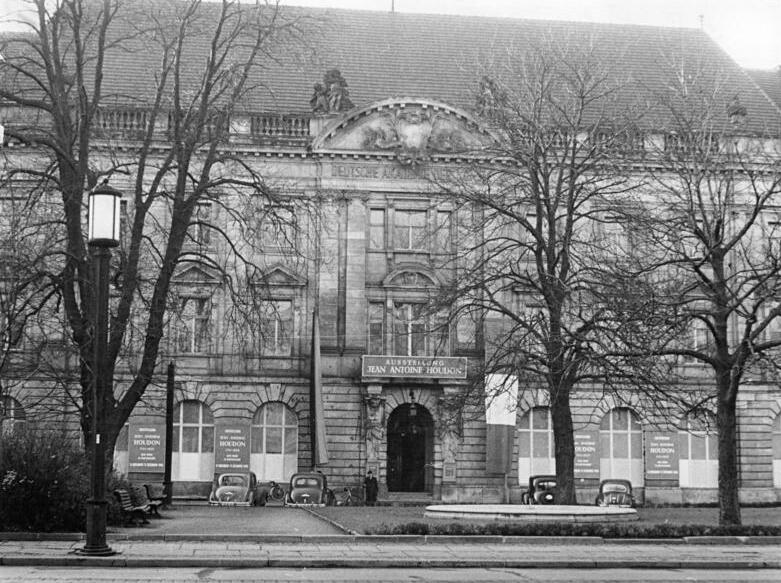
۱۹۵۵
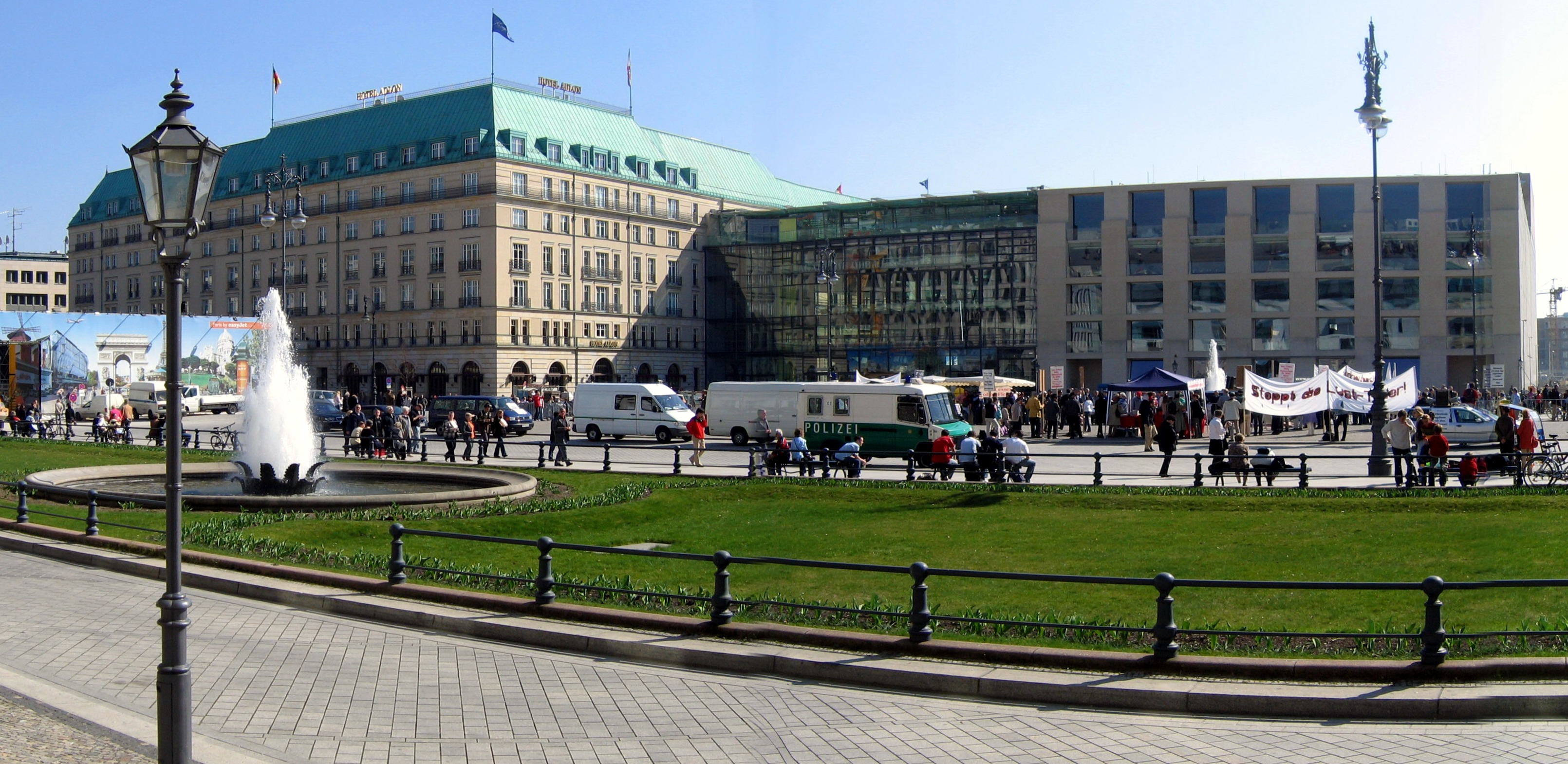
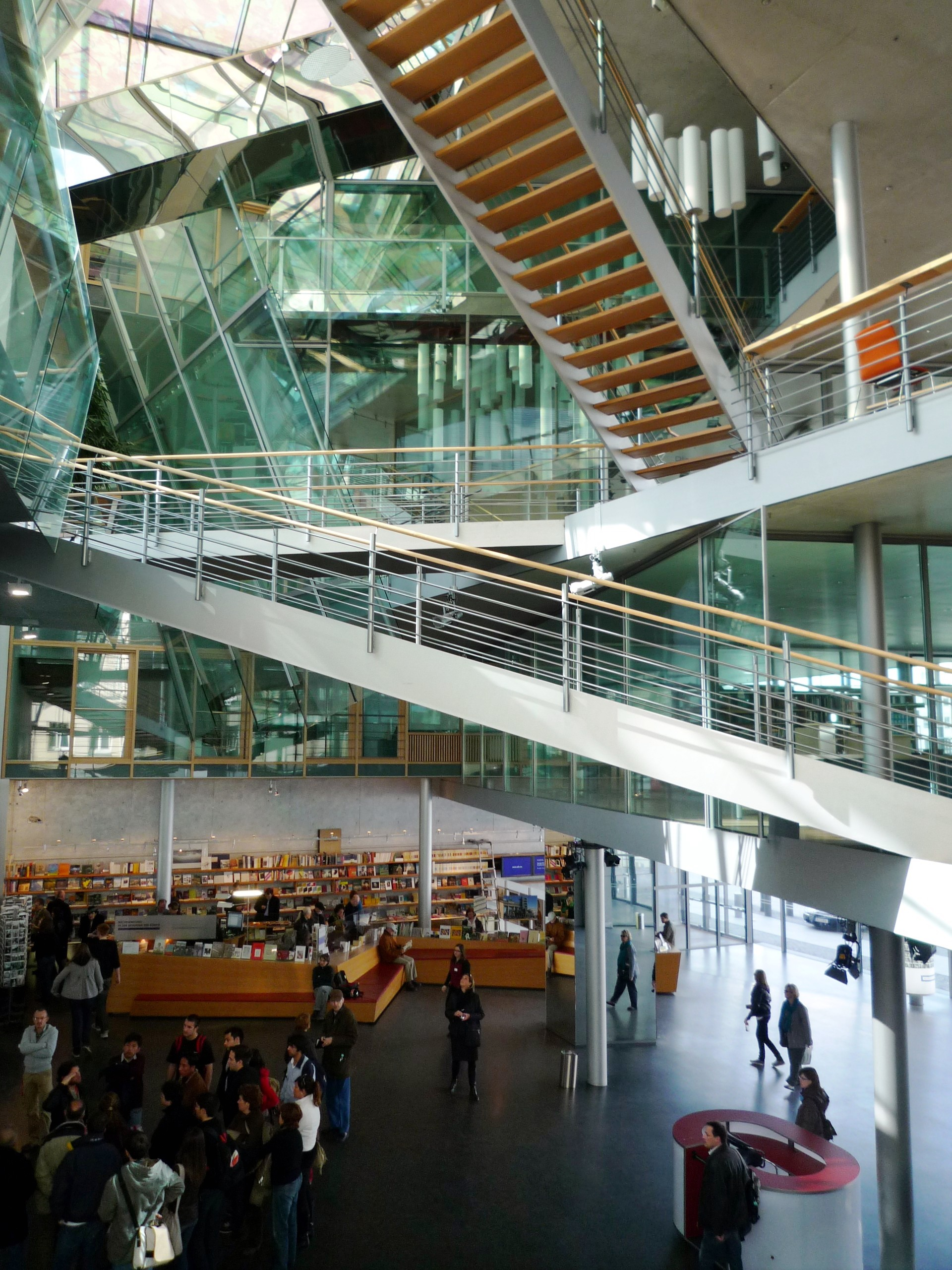